# Phổ (quốc gia)
Phổ (tiếng Đức: Preußen; tiếng Latinh: Borussia, Prutenia; tiếng Anh: Prussia; tiếng Litva: Prūsija; tiếng Ba Lan: Prusy; tiếng Phổ cổ: Prūsa) là một quốc gia trong lịch sử cận đại phát sinh từ Brandenburg, một lãnh thổ trong suốt nhiều thế kỉ đã có ảnh hưởng lớn lên lịch sử nước Đức và châu Âu, đóng vai trò quan trọng trong lịch sử thế giới vào thời kỳ cận đại. Kinh đô cuối cùng của vương quốc Phổ là Berlin.
Nước Phổ phát triển rực rỡ nhất trong thế kỉ 18 và thế kỷ 19. Trong suốt thế kỉ thứ 18, dưới triều đại của ông vua nhà binh Friedrich II Đại Đế (1740 – 1786) - được xem là vị thống soái kiệt xuất nhất trong thời đại của ông, Vương quốc Phổ vươn lên đứng trong hàng ngũ các cường quốc hàng đầu châu Âu, là một cường quốc của thế giới. Trong suốt những năm tháng trị quốc, Friedrich II rất năng nổ. Nhờ tài năng lãnh đạo xuất sắc và những chiến thuật siêu việt, ông đã phát binh đánh bại được tất cả các quốc gia trên toàn lục địa châu Âu. Cuộc chiến tranh Bảy năm (1756 - 1763) đã chứng tỏ chủ nghĩa anh hùng và sự huy hoàng của nước Phổ, cùng với thiên tài quân sự của ông vua nhà binh Friedrich II Đại Đế, qua việc ông chống lại những kẻ thù hùng mạnh như Đế quốc Nga, Đế quốc Áo và Pháp, mà giữ vững Vương quốc Phổ. Sức mạnh của nước Phổ được ông gia tăng rất lớn, và chiếm được đất từ nước Ba Lan và xứ Franconia.
Cuối triều Friedrich II, nước Phổ đã thiết lập "Liên minh các Vương hầu" với các tiểu quốc của người Đức. Nếu triều đại của ông gắn liền với triết học Khai sáng thì nước Phổ trong những năm tháng sau này gắn liền với những cuộc chinh phạt tàn khốc của Hoàng đế Pháp là Napoléon Bonaparte và những chính sách "Sắt và Máu" của Thủ tướng Otto von Bismarck. Trong suốt thế kỉ 19, Quân đội Phổ đánh tan tác quân Pháp, Triều đình Phổ đánh bại được phong trào tự do, xây dựng một Nhà nước chuyên chế mới, và Thủ tướng Otto von Bismarck theo đuổi mục tiêu thống nhất nước Đức nhưng không bao gồm Đế quốc Áo, gọi là Giải pháp nước Đức nhỏ. Vương quốc Phổ thống trị miền bắc nước Đức về mặt chính trị, kinh tế, và dân số, và là trụ cột của Liên minh Bắc Đức thành lập vào năm 1867, trở thành Đế chế Đức (Deutsches Reich) vào năm 1871. Trong thế kỷ XIX, quá trình công nghiệp hóa đất nước cũng diễn ra nhanh chóng.
Với sự kết thúc của triều đại Hohenzollern ở Đức theo sau Thế chiến thứ nhất, Phổ trở thành một phần của Cộng hòa Weimar vào năm 1919 với tư cách một bang tự do. Nước Phổ trên thực tế bị chính quyền Quốc xã hủy bỏ vào năm 1934 và chính thức bị phe Đồng Minh khai tử sau Thế chiến thứ hai năm 1947.
Kể từ đó, từ "Phổ" chỉ còn được sử dụng giới hạn trong các lĩnh vực lịch sử, địa lý, hoặc văn hóa. Thậm chí ngày nay, có một kiểu phong cách được gọi là "các giá trị Phổ", ví như: tổ chức hoàn hảo, tinh thần hy sinh, tôn trọng luật pháp, tuân phục nhà nước, tinh thần thượng võ, cũng như đáng tin cậy, khoan dung tôn giáo, điều độ, thực tế, tiết kiệm, đúng hẹn, khiêm tốn, và cần mẫn. Rất nhiều người Phổ tin rằng những giá trị đó là nguyên nhân làm đất nước họ trở nên lớn mạnh. Vua Friedrich Wilhelm I đã xây dựng một lực lượng quân đội Phổ kỷ luật xuất sắc, mang lại chiến thắng cho người con huy hoàng của ông là Friedrich II Đại Đế sau này. Với tinh thần kỷ luật khắt khe, nước Phổ hùng mạnh đã trở thành một "Vương quốc Sắt".

## Biểu trưng

Hiệu kỳ dân dụng Vương quốc Phổ

## Địa lý và dân số

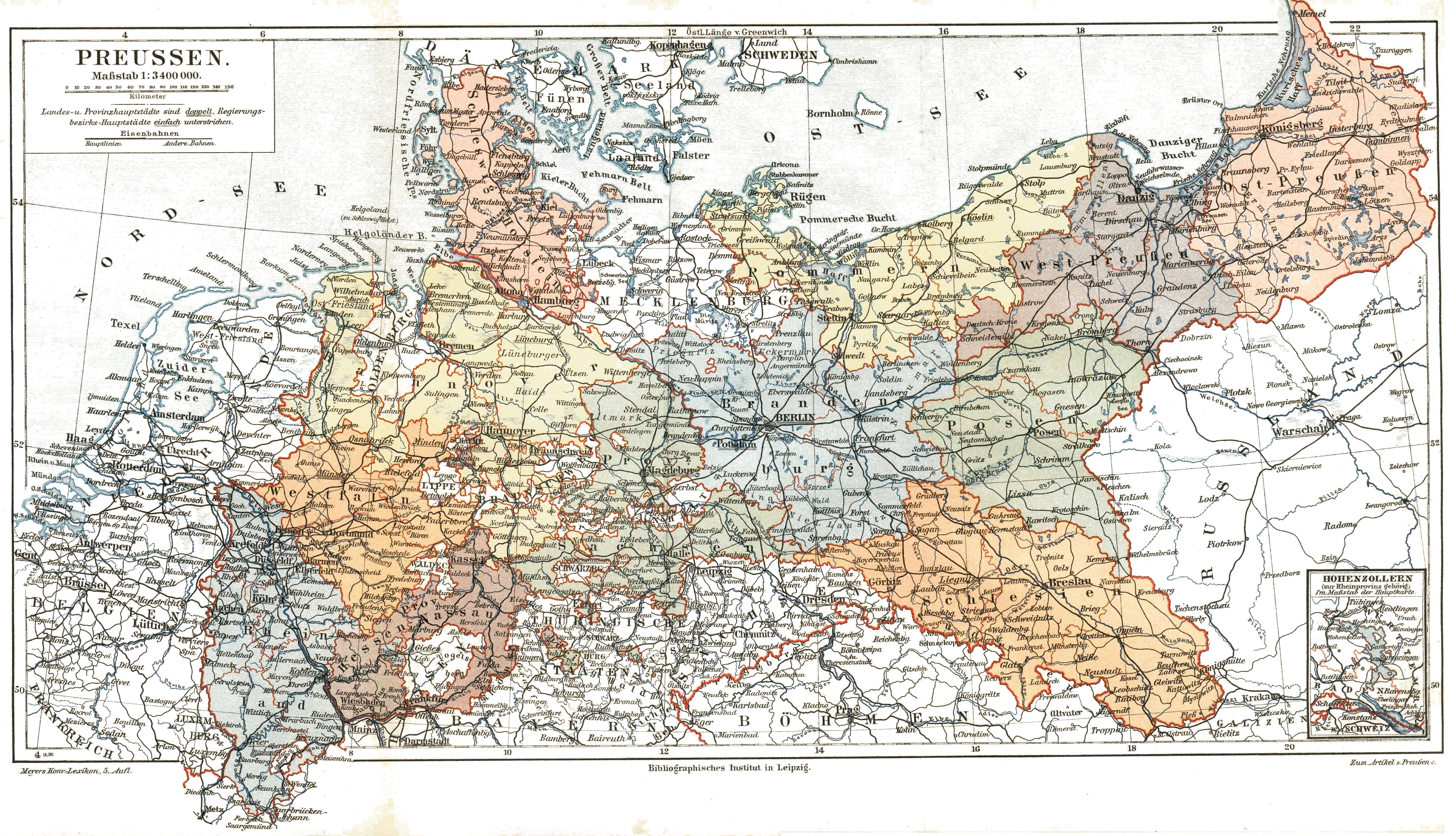
Các tỉnh của Phổ trước năm 1905

## Lịch sử thời xưa

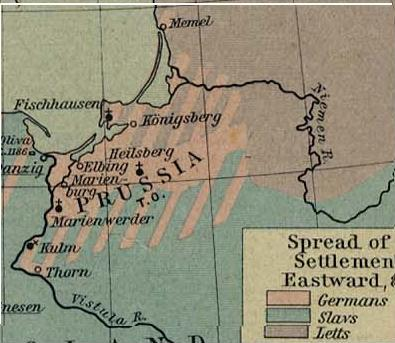
Bản đồ sắc tộc của Phổ trong suốt thời Trung cổ

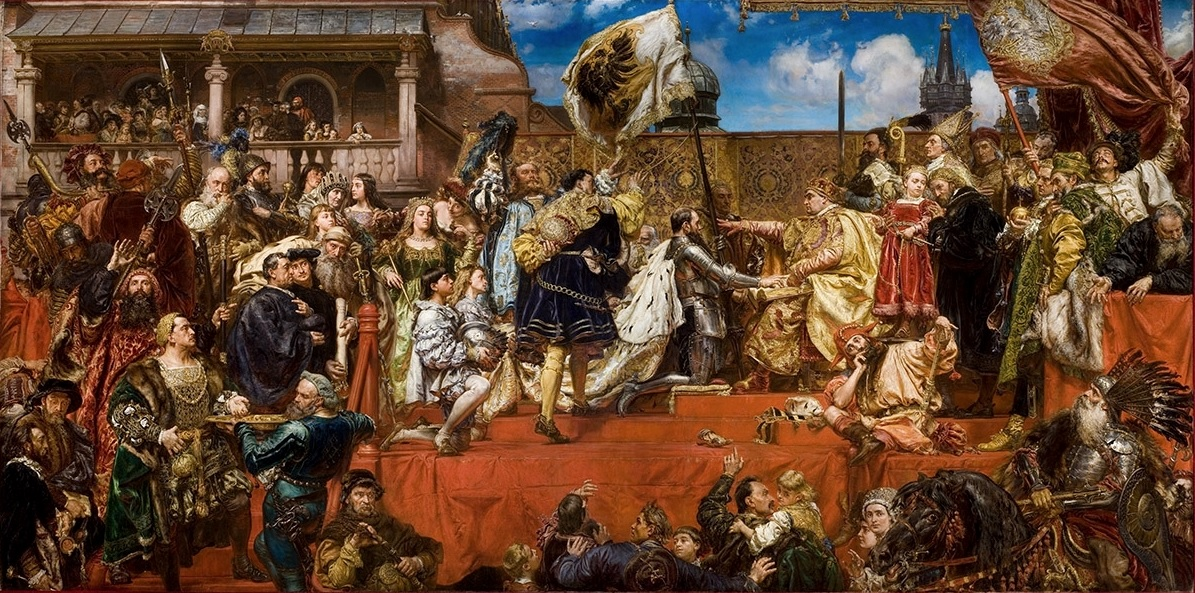
Albert yết kiến và nhận Công quốc Phổ làm đất phong từ vua Ba Lan Zygmunt I.

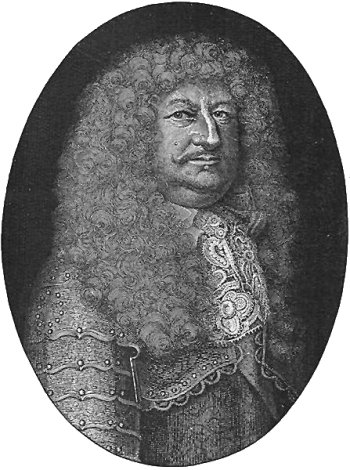
Bá tước Friedrich Wilhelm xứ Brandenburg, "Đại Tuyển hầu"

Sự phát triển của Brandenburg-Prussia, 1600-1795

## Lịch sử nước Phổ (1701 - 1786)

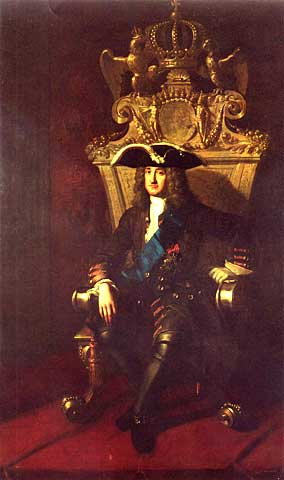
Vua Friedrich I của Phổ

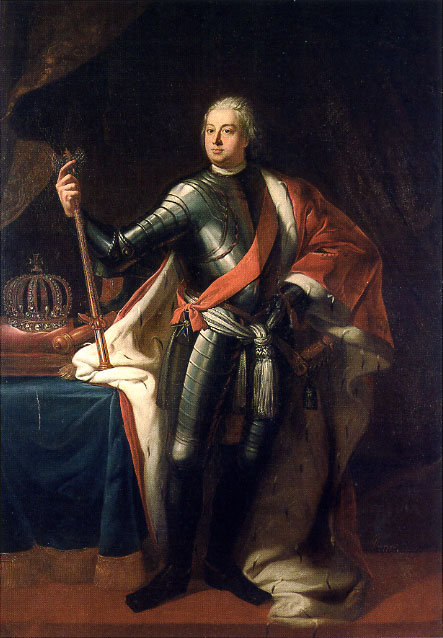
Quốc vương Friedrich Wilhelm I

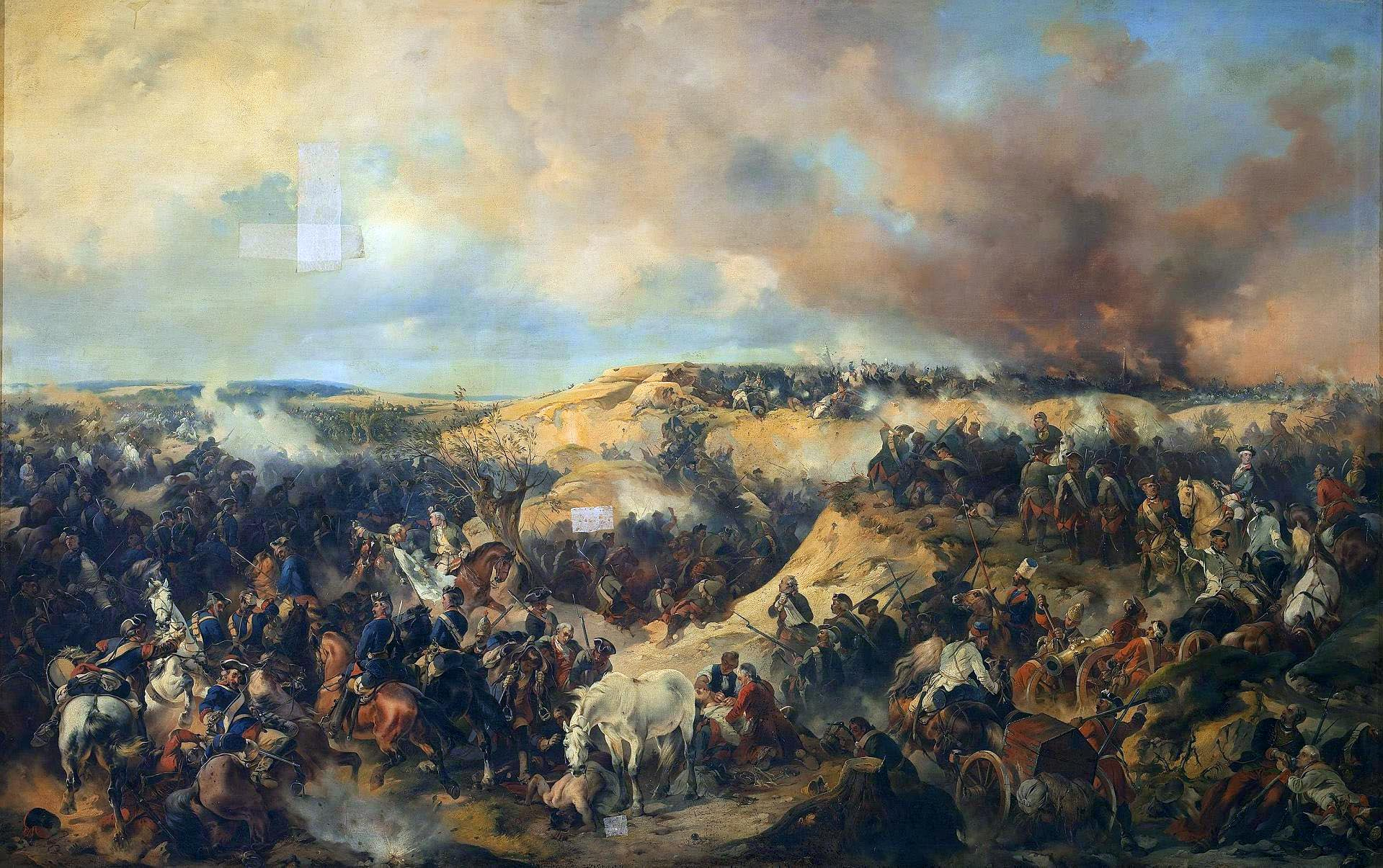
Quân đội Phổ của Friedrich Đại Đế bị liên quân Nga - Áo đánh bại thảm hại trong trận Kunersdorf (1759).

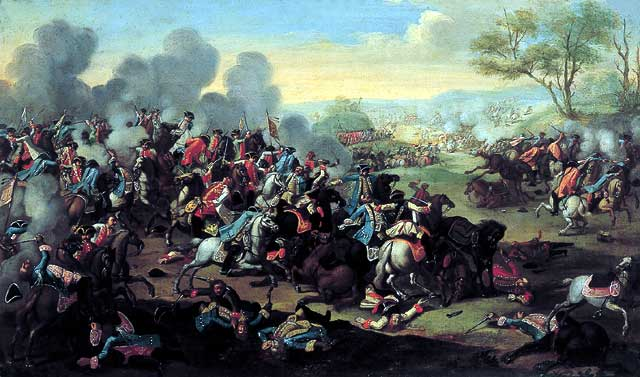
Quân đội Phổ của vua Friedrich II Đại Đế bị quân Áo đánh bại thảm hại trong trận Kolín (1757).

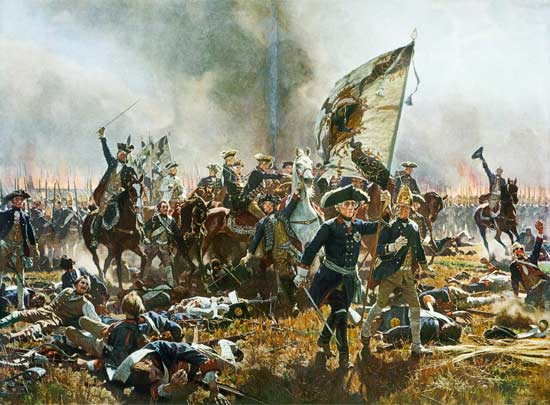
Quân đội Phổ của vua Friedrich II Đại Đế đánh cho quân Nga thất bại thảm hại trong trận Zorndorf (1758). Cũng như chiến thắng huy hoàng tại Rossbach (1757), Quân đội Phổ giành chiến thắng oanh liệt tại Zorndorf nhờ vào lực lượng Kỵ binh tinh nhuệ.